# زمان (مجموعه تلویزیونی ۲۰۲۱)
زمان (انگلیسی: Time) یک مجموعه تلویزیونی درام آنتولوژی بریتانیایی است که توسط جیمی مک‌گاورن، با همکاری هلن بلک، ساخته و نویسندگی شده است. هر فصل از این مجموعه، سناریویی جدید را روایت می‌کند که بر زندگی زندانیان و کارکنان درون سیستم زندان‌های سلطنتی بریتانیا تمرکز دارد. فصل نخست این مجموعه با بازی شان بین و استیون گراهام، نخستین‌بار در ۶ ژوئن ۲۰۲۱ از شبکهٔ بی‌بی‌سی وان پخش شد و در ۲۰ ژوئن ۲۰۲۱ به پایان رسید. فصل دوم نیز با بازی جودی ویتاکر، تامارا لورنس و بلا رمزی، در ۲۹ اکتبر ۲۰۲۳ از همین شبکه پخش شد و در ۱۲ نوامبر ۲۰۲۳ به پایان رسید.
فصل نخست این مجموعه با بازخوردهای عمدتاً مثبتی از سوی منتقدان همراه بود و بسیاری از اجراهای دو بازیگر اصلی آن تمجید کردند.  در جوایز تلویزیونی بفتا ۲۰۲۲، این فصل موفق به کسب جایزهٔ بهترین مینی‌سریال شد و شان بین جایزهٔ بهترین بازیگر مرد را دریافت کرد؛ در حالی‌که استیون گراهام نیز نامزد دریافت جایزهٔ بهترین بازیگر نقش مکمل مرد شد. فصل دوم نیز نقدهایی مشابه و مثبت دریافت کرد.